# Запрос цены
Запрос цены (англ. Request for quotation, RFQ, также — запрос котировок) — документированный запрос организации, заинтересованной в приобретении товаров или услуг, к определённой или неопределённой группе поставщиков с целью определения возможных закупочных цен.
RFQ обычно включает больше чем запрос цены на товар или услугу: часто от поставщиков требуется представить также информацию об условиях платежа, уровень качества товара или объём контракта. Чтобы получить корректные расценки, в RFQ часто включают спецификации товаров или услуг, чтобы удостовериться, что все поставщики предлагают цену для того же товара или услуги. Как правило, поставщики должны ответить на запрос в установленную дату и время. Ценовые предложения могут обсуждаться (часто разъясняют технические возможности или отмечают ошибки в предложении). Запрос цен не является основанием и обязанностью для Организатора к заключению договора.